# 大久保忠興
大久保 忠興（おおくぼ ただおき）は、江戸時代中期の大名。相模国小田原藩の第4代藩主。小田原藩大久保家6代。官位は従四位下・大蔵大輔、大炊頭。

## 略歴
正徳4年（1714年）12月19日、第3代藩主・大久保忠方の長男として生まれる。享保17年（1732年）、父の死去により家督を継ぐ。
江戸城本丸大手門番など比較的軽い幕府の職だけに就き、重要職には就こうとしなかった。藩財政悪化のためであり、藩財政再建のために家臣の知行を8割も借上し、倹約に努めた。宝暦10年（1760年）に郷中条目を制定し、宝暦13年（1763年）に農村復興に努めるなどしたが、直後の9月10日に家督を長男・忠由に譲って隠居する。
明和元年（1764年）10月29日、江戸で病死した。享年51。

## 系譜
父母
- 大久保忠方（父）
- 柳沢幾子 ー 柳沢吉保の養女、野宮定基の娘（母）

正室
- 柳沢吉里の娘

側室
- 鈴木氏
- 岸本氏

子女
- 大久保忠由（長男）生母は鈴木氏（側室）
- 大久保忠厚（次男）
- 野宮定和室
- 油小路隆彭室のち上杉勝定正室